# Txell Bonet
Txell Bonet   (Barcelona, 1975) és una periodista i locutora de ràdio catalana. És, a més, la parella de l'activista Jordi Cuixart, amb qui té dos fills.
Bonet va créixer al barri de Gràcia i va estudiar Comunicació Audiovisual. El seu primer treball com a guionista va ser la pel·lícula Nudos (2013) de Lluís Maria Güell. Ha participat en molts programes del Canal 33 com Bestiari Il·lustrat, Ànima o Caràcter. Des del 2013, també ha fet incursions en la poesia, presentant espectacles amb títols com Blaus i miracles o Detente bala, que va arribar a representar a Islàndia. L'any 2018 va participar en l'obra EN PROCÉS, 1 del Teatre Lliure, en una escena que duia per títol Vis-a-vis, sobre la seva situació amb Jordi Cuixart. Parla català, anglès, castellà, francès i romanès.
Arran de la detenció i posterior presó preventiva de la seva parella Jordi Cuixart, president d'Òmnium Cultural, el 16 d'octubre de 2017, va passar a la primera línia mediàtica juntament amb Susanna Barreda (dona de Jordi Sànchez). Totes dues han reclamat des de llavors la llibertat dels Jordis, que consideren presos polítics.
Des de l'estiu de 2022, condueix el podcast Flors de Baladre al digital cultural El Temps de les Arts.